# Långesjö, Halland
Långesjö är en sjö i Falkenbergs kommun i Halland och ingår i Suseåns huvudavrinningsområde.